# Kamnica (Miastko)
Kamnica (deutsch Kamnitz, früher Camnitz) ist ein Dorf in der Stadt- und Landgemeinde Miastko (Rummelsburg) im Powiat Bytowski (Bütower Kreis) der polnischen Woiwodschaft Pommern.

## Geographische Lage
Das Dorf liegt in Hinterpommern, etwa sechs Kilometer westnordwestlich von Miastko (Rummelsburg i. Pom.) und 2 ½ Kilometer nordwestlich des Kirchdorfs Wołcza Wielka (Groß Volz).

## Geschichte

Kamnitz, westnordwestlich von Rummelsburg und nordwestlich des Dorfs Groß Volz, auf einer Landkarte von 1915

Um 1782 bestand das Gut Camnitz aus vier Anteilen A, B, C und D, die ehemals alte Massowsche beziehungsweise alte Lettowsche Lehen waren, und zwar saß auf Camnitz A Caspar Otto von Massow, Lieutenant bei dem Pomeiskeschen Dragonerregiment, auf Camnitz B saßen die vier Kinder des verstorbenen Hans Carl Friedrich von Schmettau, der in die Familie Lettow eingeheiratet hatte, auf Camnitz C saß Bernd Wilhelm von Schmettau, Gemahl der Eleonora Sophia von Lettow, und auf Camnitz D der Kriegs- und Domänenrat Werner Ernst von Lettow. Laut Vasallen-Tabelle befanden sich die Gutsanteile Camnitz A, B und C im Jahr 1804 im Besitz der Witwe des Leopold von Reckow, der die Anteile seit 1778 in Besitz hatte. Seit 1853 besaß das inzwischen allodifizierte Rittergut Camnitz ein Herr von Reckow.  Der Anteil A wurde 1859 für 155.000 Taler von dem Oberamtmann Rumpf aufgekauft. Im Jahr 1884 gehörte das Rittergut Camnitz dem Rittergutsbesitzer Albert Ramin auf Lüdersdorf bei Gransee in der Mark, der es auch noch 1892 besaß und der auf dem Gutsgelände eine Branntweinbrennerei, einen Eisenhammer und eine Ziegelei betrieb.
Ramin verkaufte das Gut am 28. Mai 1914 der Pommerschen Landgesellschaft in Stettin, die beabsichtigt hatte, den Gutsbezirk zu parzellieren und zu besiedeln. Noch während des Ersten Weltkrieges veräußerte diese das Gut am 31. Mai 1918 jedoch an den Stahlindustriellen und Politiker Johann Jacob Haßlacher (1869–1940) in Duisburg-Meiderich, den Vorstandsvorsitzenden und Generaldirektor der Rheinischen Stahlwerke AG und Reichstagsabgeordneten für die Deutschnationale Volkspartei.

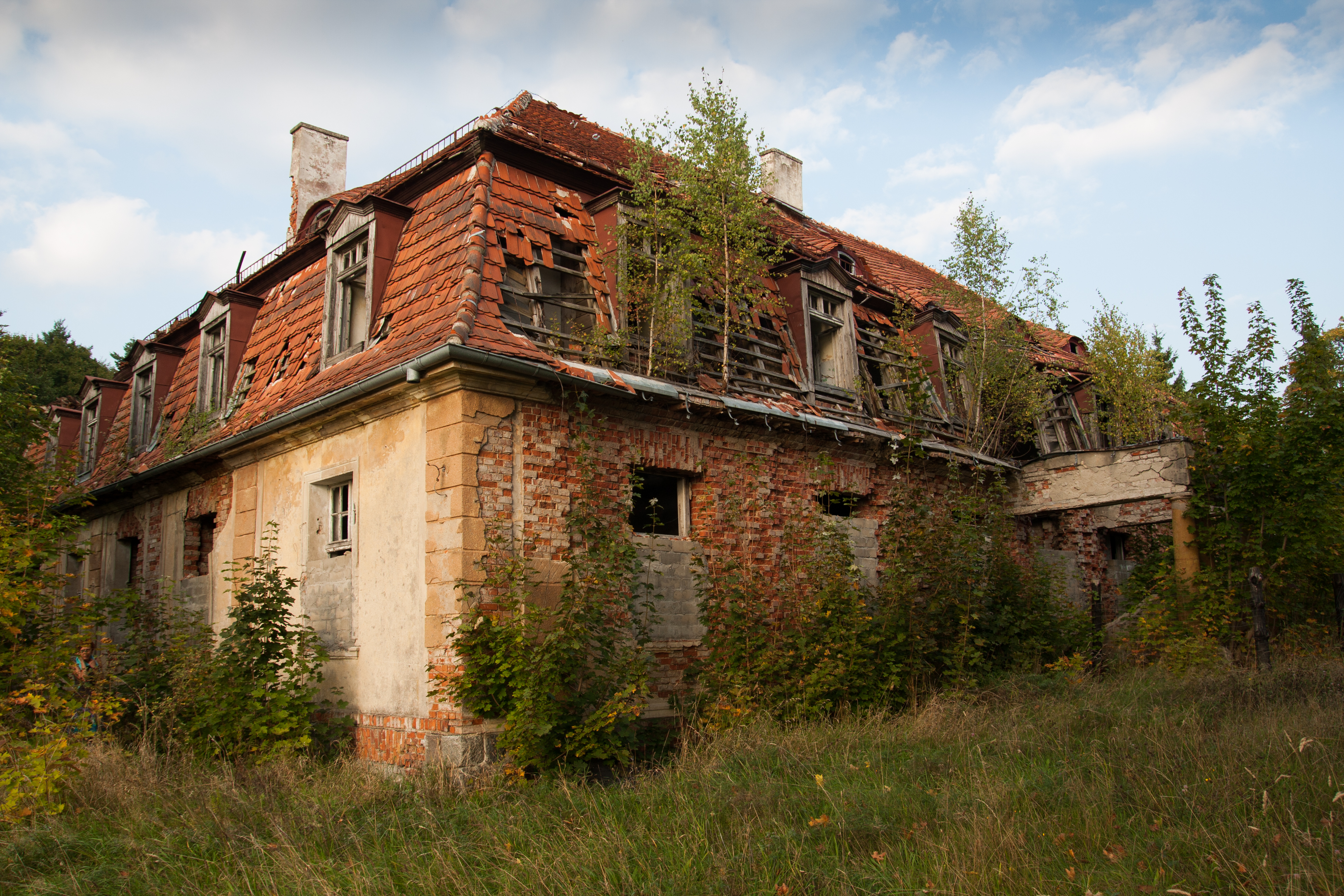
Ruine des ehemaligen Gutshauses Kamnitz (2014)

Am 1. Dezember 1913 wurden auf der 184,4 Hektar großen Gemarkungsfläche der Landgemeinde Kamnitz 16 viehhaltende Haushaltungen gezählt und auf dem 1967,3 Hektar umfassenden Gut Kamnitz 76 viehhaltende Haushaltungen.
Am 1. April 1927 hatte das Gut Kamnitz eine Flächengröße von 1968 Hektar, und am 16. Juni 1925 hatte der Gutsbezirk 505 Einwohner. Am 30. September 1928 wurde der Gutsbezirk Kamnitz in die Landgemeinde Kamnitz eingegliedert.
Anfang der 1930er Jahre hatte die Landgemeinde Kamnitz eine Flächengröße von 21,5 km². Innerhalb der Gemeindegrenzen standen zusammen 57 bewohnte Wohnhäuser an 14 verschiedenen Wohnstätten:
1. Altemühle
2. Berthashof
3. Buchthal
4. Emilrode
5. Eselskaten
6. Hermannsruh
7. Johannenthal
8. Kamnitz
9. Liebenhof
10. Magdalenenhöhe
11. Rebow
12. Schmoldtenkaten
13. Seehaus
14. Waldwarte

Um 1935 gab es im Dorf Kamnitz unter anderem zwei Gemischtwarenläden.
Nachdem Johann Jacob Haßlacher 1940 verstorben war, befand sich das Gut im Besitz der Haßlacherschen Erbengemeinschaft, der auch der Sohn des Erblassers, der Landwirt Johann Jakob Haßlacher in Kamnitz, angehörte.
Die Landgemeinde Kamnitz gehörte im Jahr 1945 zum Landkreis Rummelsburg im Regierungsbezirk Köslin der preußischen Provinz Pommern des Deutschen Reichs und war dem Amtsbezirk Groß Volz zugeordnet. Das Standesamt befand sich in Groß Volz.
Gegen Ende des Zweiten Weltkriegs wurde Kamnitz Anfang März 1945 von der Roten Armee besetzt. Anschließend wurde Kamnitz zusammen mit ganz Hinterpommern von der Sowjetunion der Volksrepublik Polen zur Verwaltung überlassen. In der Folgezeit wurde die einheimische Bevölkerung von der polnischen Administration aus Kamnitz vertrieben. Der Ortsname Kamnitz wurde zu „Kamnica“ polonisiert.

### Demographie
| Jahr | Einwohner | Anmerkungen |
| ---- | --------- | --- |
| 1782 | –         | adliges Dorf, mit drei Vorwerken, einer Wassermühle, acht Bauernhöfen, sechs Kossäten, einem Schulmeister, einer Schmiede und 25 Feuerstellen (Haushaltungen), Holzungen, Fischerei in einigen kleinen Seen und der Stüdnitz, zu Groß Volz in der Schlaweschen Synode eingepfarrt |
| 1818 | 164       | mit Jägerhaus, Dorf mit Vorwerk, Holzwärterei und Mühle, adlige Besitzung, zum Kirchspiel Rummelsburg gehörig |
| 1825 | 183       | Dorf, mit den Vorwerken Friedenshof und Liebenhof, einer Holzwärterei und einer Wassermühle |
| 1832 | 192       | Dorf mit einer Wassermühle, einer Holzwärterei, 28 Häusern und einem Patrimonialgericht, adlige Besitzung, zum Kirchspiel Rummelsburg gehörig |
| 1852 | 370       | Dorf |
| 1864 | 437       | am 3. Dezember, davon 94 im Gemeindebezirk und 343 im Gutsbezirk, mit einem Flächeninhalt von 720,45 Morgen im Gemeindebezirk und 7704,70 Morgen im Gutsbezirk |
| 1867 | 462       | am 3. Dezember, davon 105 im Gemeindebezirk und 357 im Gutsbezirk |
| 1871 | 561       | am 1. Dezember, davon 99 im Gemeindebezirk (sämtlich Evangelische) und 462 im Gutsbezirk (460 Evangelische sowie eine katholische und eine jüdische Person) |
| 1885 | 523       | am 1. Dezember, Gemeindebezirk mit einem Flächeninhalt von 184 Hektar und 92 Einwohnern (sämtlich Evangelische) sowie Gutsbezirk mit einem Flächeninhalt von 1967 Hektar und 431 Einwohnern (430 Evangelische, ein sonstiger Christ)                                              |
| 1895 | 511       | am 2. Dezember, Gemeindebezirk mit einem Flächeninhalt von 183,8 Hektar und 89 Einwohnern (sämtlich Evangelische) sowie Gutsbezirk mit einem Flächeninhalt von 1967,2 Hektar und 422 Einwohnern (sämtlich Evangelische)                                                           |
| 1010 | 484       | am 1. Dezember, davon 82 im Gemeindebezirk und 402 im Gutsbezirk |
| 1925 | 587       | darunter 565 Evangelische und elf Katholiken |
| 1933 | 453       | [ 24 ] |
| 1939 | 358       | [ 24 ] |

## Kirche

### Kirchspiel bis 1945
Die vor 1945 in Kamnitz anwesenden Dorfbewohner waren größtenteils evangelischer Konfession. Die evangelischen Einwohner gehörten zum evangelischen Kirchspiel Rummelsburg i. Pom. im Kirchenkreis Schlawe in der Kirchenprovinz Pommern der Evangelischen Kirche der Altpreußischen Union.
Ds katholische Kirchspiel war in Rummelsburg i. Pom.

### Kirchspiel seit 1946
Die seit 1945 und Vertreibung der Einheimischen hier lebende polnische Dorfbevölkerung ist größtenteils römisch-katholisch und gehört der Römisch-katholischen Kirche in Polen an.
Hier lebenden evangelische Kirchenglieder werden von der Evangelisch-Augsburgischen Kirche in Polen betreut. Das zuständige Pfarramt ist das der Kreuzkirche in Słupsk (Stolp).

## Persönlichkeiten
- Johann Jacob Haßlacher (1869–1940), deutscher Stahlindustrieller und Reichstagsabgeordneter, erwarb das Gut Kamnitz am 31. Mai 1918 von der Pommerschen Landgesellschaft in Stettin und besaß es bis zu seinem Lebensende